# جمعية الجهاز التنفسي الأوروبية
الجمعية الأوروبية للجهاز التنفسي أو ERS، هي منظمة غير ربحية لها مكاتب في لوزان وبروكسل وشيفيلد. تأسست عام 1990 في مجال طب الجهاز التنفسي . تم تشكيل المنظمة بدمج الجمعية الأوروبية لفسيولوجيا الجهاز التنفسي السريرية (تأسست عام 1966) والجمعية الأوروبية لأمراض الرئة (تأسست عام 1981). تتكون عضوية المنظمة من مهنيين طبيين وعلماء يعملون في مجال طب الجهاز التنفسي.
أسست الجمعية الأوروبية للجهاز التنفسي مؤسسة الرئة الأوروبية في عام 2000. تهدف المؤسسة إلى الجمع بين المرضى والجمهور مع المتخصصين في الجهاز التنفسي للتأثير بشكل إيجابي على صحة الرئة.

## أنشطة
تنشر الجمعية الأوروبية للجهاز التنفسي المجلات والكتب الأكاديمية بالإضافة إلى استضافة الأحداث التي تهدف إلى تثقيف المهنيين الصحيين بما في ذلك اقامة مؤتمر سنوي كبير. هدف المنظمة هو تعزيز "تعزيز صحة الرئة من أجل تخفيف المعاناة من الأمراض ووضع معايير لطب الجهاز التنفسي على الصعيد العالمي.

## المنشورات
تنشر الجمعية الأوروبية للجهاز التنفسي مجموعة من المجلات والكتب والمشاريع:
- المجلة التنفسية الأوروبية هي مجلة علمية شهرية تتم مراجعتها من قبل الأقران، مفهرسة في Medline . عامل التأثير الخاص به هو 12.242. رئيس التحرير مارتن كولب.[15]
- تنشر مجلة European Respiratory Review كل ثلاثة أشهر وتركز على أحدث المراجعات والتحديثات والافتتاحيات والمراسلات حول قضايا الساعة الحالية في طب الجهاز التنفسي والعلوم والجراحة. رئيس تحريرها هو سيرجيو هراري.
- ERJ Open Research هي مجلة بحثية متاحة عبر الإنترنت فقط ، تم إطلاقها في عام 2015.[16] رئيس تحريرها هو Anita K. Simonds.
- Breathe هي مجلة تعليمية تركز على الطب السريري، وتُنشر أيضًا كل ثلاثة أشهر. رئيس تحريرها هو ريناتا إل ريها.
- دراسة ERS هي سلسلة كتب ربع سنوية. يركز كل كتاب، يحرره رواد في هذا المجال، على مجال معين من طب الجهاز التنفسي ويستكشفه بعمق. محرر المسلسل هو روبرت بالس.
- كتيبات ERS هي سلسلة من الكتب المدرسية التي تهدف إلى تغطية مجال واسع من طب الجهاز التنفسي بطريقة موجزة وشاملة. تغطي العناوين المتاحة مجموعة من المجالات، ويتوفر كتاب للتقييم الذاتي. ترتبط الكتيبات بمشاريع ERS HERMES لتنسيق التثقيف الطبي للجهاز التنفسي في جميع أنحاء أوروبا.
- لم يعد دليل مشتري ERS لمنتجات العناية بالجهاز التنفسي منشورًا.

بالإضافة إلى هذه المنشورات، تنشر الجمعية الأوروبية للجهاز التنفسي الكتاب الأبيض الأوروبي للرئة - مسح لتأثير أمراض الجهاز التنفسي في جميع أنحاء أوروبا، ونشرت كتيبات لمرة واحدة حول جودة الهواء والصحة وخريطة الطريق التنفسية الأوروبية بالإضافة إلى تدقيق مرض الانسداد الرئوي المزمن في أوروبا تقرير وتقارير عن صحة الجهاز التنفسي العالمية، نُشرت نيابة عن منتدى الجمعيات التنفسية الدولية.